# إنفاق تسويقي
الإنفاق التسويقي هو إجمالي نفقات المؤسسة على أنشطة التسويق. ويشمل ذلك عادةً الإعلان والترويج بلا مقابل مادي. ويتضمن أحيانًا إنفاق قوى المبيعات وقد يشمل عروض الأسعار. وفي استطلاع شارك فيه ما يقرب من 200 من كبار مديري التسويق، أجاب 52 بالمائة بأنهم وجدوا مقياس «الإنفاق التسويقي» مفيدًا جدًا.
وللتنبؤ بمدى تغيُر تكاليف البيع تبعًا للمبيعات، يجب على الشركة التمييز بين تكاليف البيع الثابتة وتكاليف البيع المتغيرة. فإدراك الاختلاف بين تكاليف البيع الثابتة والمتغيرة قد يساعد الشركات على تقدير المخاطر المحتملة المرتبطة بالإستراتيجيات البديلة للمبيعات. وبوجه عام، تكون الإستراتيجيات التي تجلب تكاليف بيع متغيرة أقل خطورة نظرًا لأن تكاليف البيع المتغيرة ستظل أقل في حال فشل المبيعات في تلبية التوقعات.

## الغرض
يكمن غرض هذا المقياس في التنبؤ بالإنفاق التسويقي وتقدير مدى مخاطرة الميزانية. فالتكاليف التسويقية عادةً ما تمثل جزءًا رئيسيًا من النفقات التقديرية الإجمالية للشركة. وهكذا، تُعد محددات هامة للأرباح قصيرة المدى. وبالطبع، يمكن النظر أيضًا إلى ميزانيات التسويق والبيع باعتبارها استثمارات في جذب العملاء والحفاظ عليهم. ولكن، وفي أيٍ من المنظورين، فإن التمييز بين تكاليف التسويق الثابتة وتكاليف التسويق المتغيرة مفيد جدًا. حيث يجب أن يدرك المديرون تكاليف التسويق التي ستظل مستقرة، والتكاليف التي ستتغير مع المبيعات. ويستلزم هذا التصنيف بشكلٍ عام إجراء مراجعة «لكل بند» داخل ميزانية التسويق بالكامل.
فبدلاً من التغير مع تغير وحدات المبيعات، تحتمل تكاليف البيع المتغيرة الإجمالية التغير بصورةٍ مباشرة أكثر مع القيمة النقدية للوحدات المباعة - أي مع الربح. وهكذا، فمن المحتمل بشكلٍ أكبر أن يشار إلى تكاليف البيع المتغيرة باعتبارها نسبة مئوية من الربح، بدلاً من كمية نقدية محددة لكل وحدة. ويعتمد تصنيف تكاليف البيع باعتبارها ثابتة أو متغيرة على بنية المؤسسة والقرارات المحددة التي تتخذها الإدارة. ومع ذلك، يندرج عدد من البنود عادة تحت فئة واحدة أو أكثر - بشرط أن تكون حالتها، سواء ثابتة أو متغيرة، محددة الوقت. وعلى المدى البعيد، تصبح التكاليف كلها متغيرة في النهاية.
فقد تتضمن تكاليف التسويق الثابتة على مدار فترات التخطيط التقليدية الربع سنوية أو السنوية الآتي

- مرتبات قسم المبيعات والدعم المقدم له.
- الحملات الدعائية الرئيسية، بما في ذلك تكاليف الإنتاج.
- فريق التسويق.
- مواد الترويج للمبيعات، مثل الوسائل المساعدة لمراكز البيع، وإنتاج الكوبونات، وتكاليف التوزيع.
- بدلات الإعلان التعاوني القائمة على مبيعات الفترات السابقة.

قد تتضمن تكاليف التسويق المتغيرة ما يلي:
- عمولة المبيعات التي يتم دفعها لقوى المبيعات أو الوسطاء أو ممثلي المصنعين.
- أرباح المبيعات المحتملة عند تحقيق أهداف المبيعات.
- البدالات غير الموضوعة في الفواتير وبدلات الأداء للتجارة، والتي ترتبط بالمقدار الحالي.
- شروط الدفع المبكر (إذا كانت واردة في ميزانيات مبيعات الترويج للمبيعات).
- المدفوعات والخصومات الخاصة بكوبونات القيمة الإسمية، بما في ذلك رسوم المعالجة.
- الفواتير المعادة للحملات المحلية (تستلزم الفاتورة المعادة قيام العملاء بتقديم دليل على الأداء للحصول على الدفعات أو الرصيد بينما يتم اقتطاع الفواتير الخارجية من إجمالي الفواتير). يقوم بذلك تجار التجزئة ولكن تعوضه كل من الماركة المحلية وبدلات الإعلان التعاوني، بناء على مبيعات الفترة الحالية.

لا يلتفت المسوقون غالبًا إلى ميزانياتهم من حيث التكاليف الثابتة والمتغيرة، ولكن يمكنهم الحصول على فائدتين على الأقل من خلال ذلك.
أولاً، إذا كان الإنفاق التسويقي متغيرًا حقيقةً، فوضع الميزانية بهذه الطريقة هو الأكثر دقة. يضع بعض المسوقين كمًا ثابتًا ثم يواجهون تعارضًا أو «اختلافًا» في نهاية المدة إذا لم تحقق المبيعات الأهداف المعلنة. وعلى النقيض، فالميزانية المرنة - وهي تلك الميزانية التي تضع وبصدق عناصرها المتغيرة في الاعتبار - ستعكس النتائج الحقيقة، بغض النظر عما تنتهي إليه المبيعات.
ثانيًا، تعد المخاطر قصيرة المدى التي تتعلق بتكاليف التسويق الثابتة أكبر من تلك المرتبطة بتكاليف التسويق المتغيرة. إذا توقع المسوقون أن تكون الأرباح حساسة بالنسبة للعوامل الخارجة عن سيطرتهم - مثل التصرفات التنافسية أو عجز الإنتاج - فيمكنهم خفض المخاطرة من خلال تضمين نفقات أكثر تغيرًا وأقل ثباتًا في ميزانياتهم.
والقرار التقليدي الذي يتوقف على تكاليف التسويق الثابتة في مقابل تكاليف التسويق المتغيرة هو الاختيار بين إدخال ممثلي مبيعات كطرف ثالث متعاقد وقوى المبيعات في المؤسسة. ويستلزم تشغيل قوى مبيعات بمرتب - أو غالبًا بمرتب - وجود خطورة أكثر من البديل حيث يجب دفع المرتبات حتى وإن فشلت الشركة في تحقيق الأرباح المستهدفة. وعلى النقيض، عندما تستخدم شركة ما وسطاء خارجيين لبيع منتجاتها بوكالة، تنخفض تكاليف البيع الخاصة بها عندما تعجز عن تحقيق أهدافها.

## الأساس
إجمالي تكاليف البيع (التسويق) ($) = إجمالي تكاليف البيع الثابتة ($) + إجمالي تكاليف البيع المتغيرة ($)
إجمالي تكاليف البيع المتغيرة ($) = الربح ($) * تكاليف البيع المتغيرة (%)
التكاليف المتغيرة
هناك العديد من أنواع تكاليف البيع المتغيرة. فعلى سبيل المثال، يمكن أن تُبنى تكاليف البيع على أساس صيغة معقدة، وبشكل متخصص في عقود الشركة مع الوسطاء والتجار. فقد تشمل تكاليف البيع الحوافز المُقدمة للتجار المحليين، التي ترتبط بتحقيق أهداف معينة للمبيعات. وقد تشمل وعودًا بتعويض تجار التجزئة عن الإنفاق على الإعلان التعاوني. وتمثل عمولات المبيعات مثالاً واحدًا على تكاليف البيع التي تختلف بالنسبة إلى الربح. وبناءً على ذلك، ينبغي تضمين أية عمولات للمبيعات في تكاليف البيع المتغيرة.
التكاليف الثابتة
على النقيض، يتم تصنيف الدفعات المقدمة لموقع ويب لعدد ثابت من الظهور أو النقرات، في عقدٍ يطالب بتعويض مالي محدد، باعتبارها تكاليف ثابتة. ومن ناحيةٍ أخرى، يتم تصنيف الدفعات المقدمة كتعويض (مبيعات) على أنها تكاليف تسويق متغيرة.